# Casa Vergu-Mănăilă
Casa Vergu-Mănăilă este o clădire monument istoric aflată în municipiul Buzău, România. Conacul boieresc a aparținut familiei boierești Vergu. Atestată documentar în 1794, clădirea a fost naționalizată în 1948, și a ajuns în paragină, fiind reconstruită în perioada 1971-1974, pe vechea fundație. Ceea ce vedem astăzi este o restituire arhitecturală, din vechea construcție păstrându-se doar o grindă de la beci.
Din 1976, clădirea găzduiește colecția de etnografie și artă populară a Muzeului Județean Buzău.
Ca stil arhitectural, clădirea îmbină stilul vechi, popular, cu cel brâncovenesc. Foișorul din fațada principală este o adăugire ulterioară edificării inițiale.  